# أولا جاءوا ...

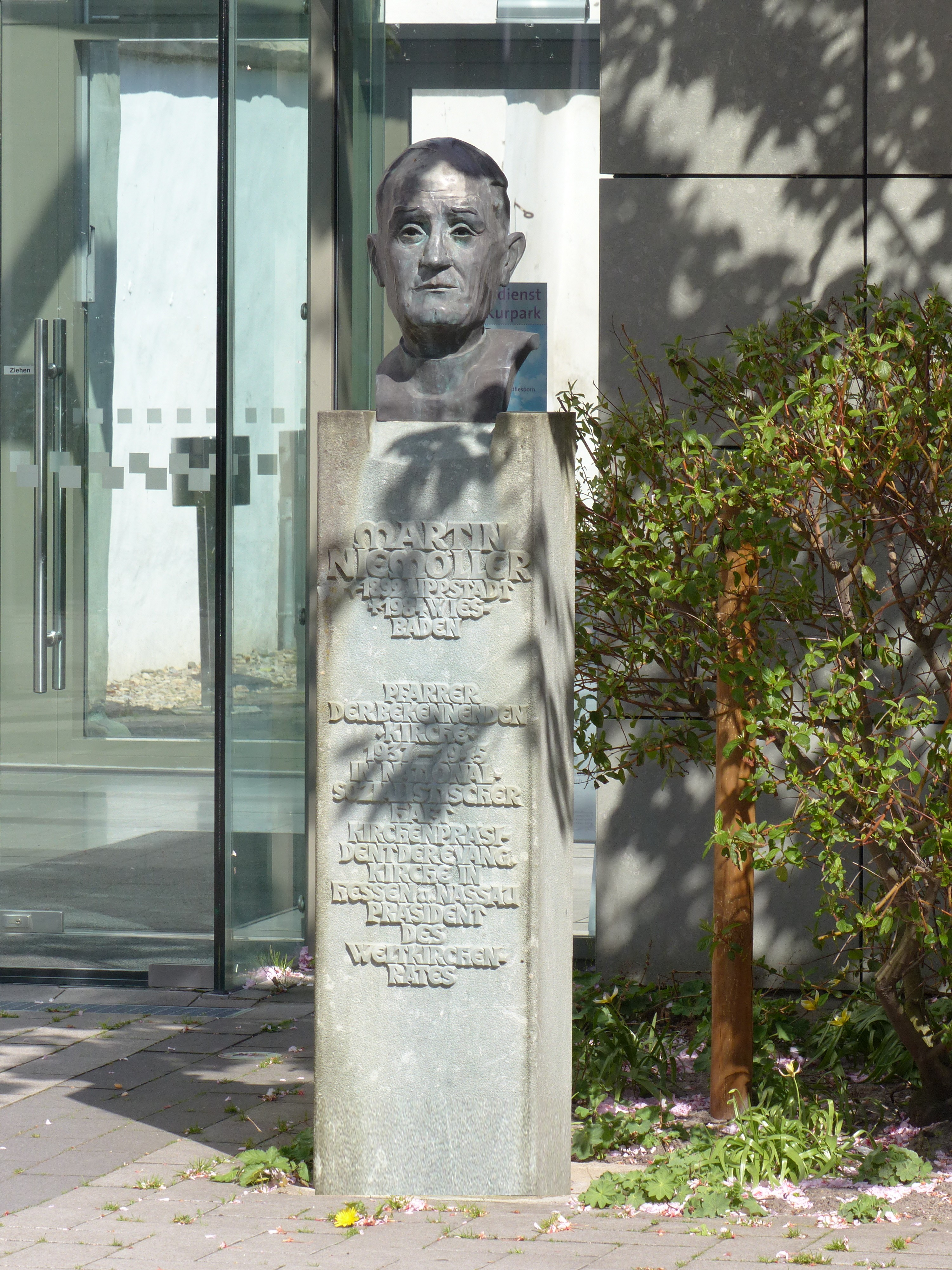
نَصب تِذكاري لمارتن نيمولر في مَسقط رأسه ليبشتات، ألمانيا.

«أوّلاً جاءُوا...» هي الصيغة الشعرية لأعتراف نثري من عام 1946 بقلم القس الألماني اللوثري مارتن نيمولر (1892-19ة84). يتعلق النَص بجبن المثقفين الألمان وبعض رجال الدين - بما في ذلك، باعترافه، نيمولر نفسه - بعد صعود النازيين إلى السلطة وبداية التطهير المُمنهج اللاحق لأهدافهم المختارة، مجموعة تلو الأخرى. يتعامل النص مع مواضيع الاضطهاد والذنب والتوبة والمسؤولية الشخصية.

## النَص
أشهر نُسخ للأعتراف باللغة الإنجليزية هي النُسخ المُحررة في شكل شعري والتي بدأ تداولها بحلول الخمسينيات من القرن الماضِي:
أوّلاً جاءُوا إلى الاشتراكيّين،
وَلَمْ أرفَعْ صَوْتِي،
لأنّي لَمْ أكُنْ اشتراكيًّا.
ثمّ جاءُوا إلى أعْضاء النّقابات،
وَلَمْ أرفَعْ صَوْتِي،
لأنّي لَمْ أكُنْ نقابيًّا.
ثمّ جاءُوا إلى اليَهُود،
وَلَمْ أرْفَعْ صَوْتِي،
لأنّي لَمْ أكُنْ يهوديًّا.
بَعْدَئذٍ جاءُوا إليَّ،
فَلَمْ يَتَبَقَّ أحَدٌ لِيَرْفَعَ صَوْتَهُ من أجْلِي.

## المؤلف

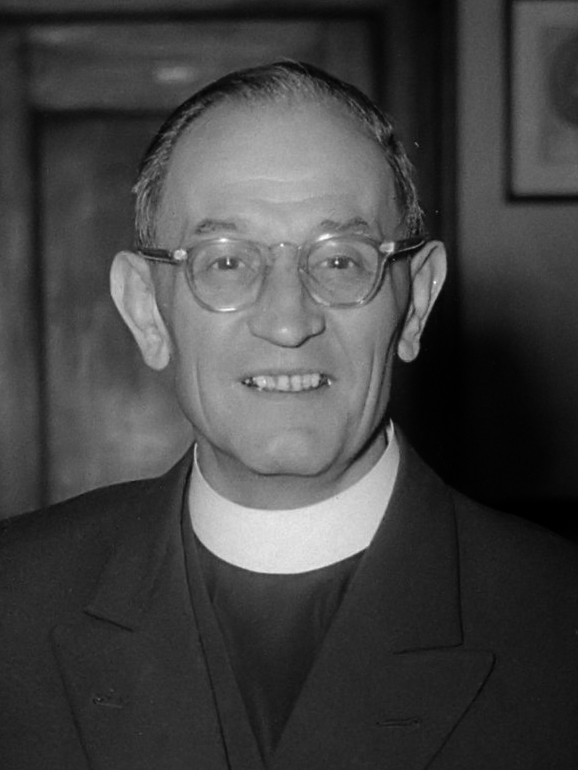
نيمولر في في لاهاي، مايو 1952.

كان مارتن نيمولر قسًا ألمانيًا لوثريًا وعالمًا لاهوتيًا ولد في ليبستادت بألمانيا عام 1892. كان نيمولر مناهضًا للشيوعية ودعم صعود أدولف هتلر إلى السلطة. ولكن عندما أصر هتلر، بعد وصوله إلى السلطة، على سيادة الدولة على الدين، أصيب نيمولر بخيبة أمل. أصبح زعيمًا لمجموعة من رجال الدين الألمان المعارضين لهتلر. في عام 1937 ألقي القبض عليه واحتُجز في نهاية المطاف في معسكر اعتقال ساكسنهاوزن ومعسكر أعتقال داخاو. أطلق الحلفاء سراحه عام 1945. واصل حياته المهنية في ألمانيا كرجل دين وكصوت رائد للتكفير عن الذنب والمصالحة للشعب الألماني بعد الحرب العالمية الثانية.

### دوره أثناء فترة الحكم النازي
مثل معظم القساوسة البروتستانت، كان نيمولر محافظًا وطنيًا، ودعم علنًا المعارضين المحافظين لجمهورية فايمار. وهكذا رحب بوصول هتلر إلى السلطة في عام 1933، معتقدًا أنه سيحقق نهضة وطنية. بحلول خريف عام 1934، انضم نيمولر إلى رجال الكنيسة اللوثرية والبروتستانتية الأخرى أمثال كارل بارث وديتريش بونهوفر في تأسيس «كنيسة الاعتراف»، وهي جماعة بروتستانتية عارضت العملية النازية للكنائس الألمانية البروتستانتية.
لا يزال في عام 1935، أدلى نيمولر بملاحظات ازدراء عن اليهود المتدينين بينما كان يحمي - في كنيسته - أولئك المنحدرين من أصل يهودي الذين تم تعميدهم ولكنهم تعرضوا للاضطهاد من قبل النازيين بسبب تراثهم العرقي. في إحدى خطبته في عام 1935، قال: «ما هو سبب عقابهم الواضح، الذي استمر لآلاف السنين؟ أيها الإخوة الأعزاء، يمكن إعطاء السبب بسهولة: لقد وَضع اليهود مسيح الله إلى الصليب!» 
في عام 1936، عارض بشدة «الفقرة الآرية» للنازيين. وقع نيمولر على عريضة قدمتها مجموعة من رجال الكنيسة البروتستانت الذين انتقدوا بشدة السياسات النازية وأعلنوا أن الفقرة الآرية لا تتوافق مع الفضيلة المسيحية للأعمال الخيرية. رد النظام النازي باعتقالات جماعية واتهامات ضد ما يقرب من 800 قسيس ومحام كنسي.
نشر المؤلف والحائز على جائزة نوبل توماس مان خطب نيمولر في الولايات المتحدة وأشاد بشجاعته.

## الأعتراف الكامل
قدم نيمولر اعترافًا في خطابه أمام «كنيسة الاعتراف» في فرانكفورت في 6 يناير 1946، وهذهِ ترجمة جزئية:
ثم تخلصوا من المرضى ، ما يسمون "بالمستعصيات". أتذكر محادثة أجريتها مع شخص ادعى أنه مسيحي. قال: ربما يكون هذا صحيحًا ، هؤلاء المرضى الذين يعانون من مرض عضال لا يكلفون سوى أموال الدولة ، فهم مجرد عبء على أنفسهم وعلى الآخرين. أليس من الأفضل لجميع المعنيين أن يتم إخراجهم من وسط المجتمع؟ عندها فقط أنتبهت الكنيسة.
ثم بدأنا في الحديث ، حتى تم إسكات أصواتنا مرة أخرى في الأماكن العامة. هل يمكننا القول ، نحن لسنا مذنبين / مسؤولين؟
اضطهاد اليهود ، طريقة تعاملنا مع البلدان المحتلة ، أو الأشياء التي حَصلت في اليونان ، في بولندا ، في تشيكوسلوفاكيا أو في هولندا ، التي كُتبت في الصحف. ... أعتقد أن لدينا كل الأسباب التي تدفعنا إلى القول: من خلال خطأي! يمكننا أن نتحدث عن ذلك بحجة أنه كان سيكلفني رأسي لو تحدثت.
تمت ترجمة هذا الخطاب ونشره باللغة الإنجليزية في عام 1947، ولكن تم التراجع عنه لاحقًا عندما زُعم أن نيمولر كان من أوائل المؤيدين للنازيين. قُتل «المرضى، الذين يسمون بالمستعصية» في برنامج القتل الرحيم «أكتيون T4». نسخة 1955 من الخطاب، المذكورة في مقابلة مع أستاذ ألماني مقتبس من نيمولر، تسرد الشيوعيين والاشتراكيين والنقابيين واليهود والصحافة والكنيسة. نسخة أمريكية قدمها عضو في الكونجرس في عام 1968 تتضمن الصناعيين، الذين تعرضوا للاضطهاد من قبل النازيين فقط على أساس فردي، وحذفوا الشيوعيين.
نُقل عن نيمولر أنه استخدم نسخًا عديدة من النص خلال حياته المهنية، ولكن الأدلة التي حددها الأستاذ هارولد ماركوز في جامعة كاليفورنيا سانتا باربرا تشير إلى أن نسخة متحف الهولوكوست التذكاري غير دقيقة لأن نيمولر كثيرًا ما استخدم كلمة «شيوعيون» وليس «الاشتراكيون.» وفقًا لهارولد ماركوز، «كانت حجة نيمولر الأصلية مبنية على تسمية مجموعات لا يهتم بها هو وجمهوره بشكل غريزي. إن إغفال الشيوعيين في واشنطن، واليهود في ألمانيا، يشوه هذا المعنى وينبغي تصحيحه.»
في عام 1976، أعطى نيمولر الإجابة التالية ردًا على سؤال مقابلة يسأل عن أصول القصيدة. وأن كانت تعتبر هذه هي النسخة «الكلاسيكية» من الخطاب:
«لم يكن هناك تسجيل أو نسخة مما قلته، وربما أكون قد صغتها بشكل مختلف. لكن الفكرة كانت على أي حال: الشيوعيين، ما زلنا ندع ذلك يحدث بهدوء. والنقابات، نسمح بحدوث ذلك أيضًا؛ حتى أننا تركنا الاشتراكيين الديمقراطيين تحدث. كل ذلك لم يكن من شأننا.» 